# صيد أكتوبر الأحمر (فلم)
صيد أكتوبر الأحمر (بالإنجليزية: The Hunt for Red October) هو فيلم حركة تم إنتاجه في الولايات المتحدة وصدر في سنة 1990. الفيلم من إخراج جون مكتيرنان.

## الميزانية والإيرادات
بلغت تكلفة إنتاج الفيلم حوالي 30,000,000 دولار بينما حقق أرباحا تقدر بـ 200,512,643 دولار.

## وصلات خارجية
- صيد أكتوبر الأحمر على موقع IMDb (الإنجليزية)
- صيد أكتوبر الأحمر على موقع ميتاكريتيك (الإنجليزية)
- صيد أكتوبر الأحمر على موقع الموسوعة البريطانية (الإنجليزية)
- صيد أكتوبر الأحمر على موقع روتن توميتوز (الإنجليزية)
- صيد أكتوبر الأحمر على موقع نتفليكس (الإنجليزية)
- صيد أكتوبر الأحمر على موقع قاعدة بيانات الأفلام العربية
- صيد أكتوبر الأحمر على موقع ألو سيني (الفرنسية)
- صيد أكتوبر الأحمر على موقع Turner Classic Movies (الإنجليزية)
- صيد أكتوبر الأحمر على موقع أول موفي (الإنجليزية)
- صيد أكتوبر الأحمر على موقع بوكس أوفيس موجو (الإنجليزية)